# Campeonato Gaúcho de Futebol de 2015 - Série A
O Campeonato Gaúcho de Futebol de 2015, oficialmente denominado Gauchão 2015, foi a 95ª edição da competição organizada pela Federação Gaúcha de Futebol. O Internacional foi campeão e conquistou seu 44º título e se classificou para a Recopa Gaúcha de 2016.

## Formato de disputa
O Gauchão 2015 foi disputado em quatro fases, sendo:
- 1ª fase (Classificatória): foi disputada por todas as 16 equipes, em apenas um grupo (Grupo A) e em turno único. Os 8 primeiros colocados classificaram-se para a 2ª fase.
- 2ª fase (Quartas-de-finais): foi disputada pelas 8 equipes melhores colocadas na 1ª fase, em jogo único. Caso persistisse o empate no final do tempo regulamentar, seria feita uma disputa por pênaltis, para definir o semifinalista.
- 3ª fase (Semifinal): foi disputada pelas 4 equipes vencedoras da 2ª fase, em jogos de ida e volta. Caso persistisse o empate no final dos dois jogos, seria levado em conta a regra do gol fora de casa. Caso continuasse persistindo o empate, seria feita uma disputa por pênaltis, para definir o finalista.
- 4ª fase (Final): foi disputada pelas 2 equipes vencedoras das semininais, em jogos de ida e volta. Caso persistisse o empate no final dos dois jogos, seria levado em conta o gol marcado fora de casa. Persistindo o empate, seria aplicada uma prorrogação de 30 minutos, divididos em 2 períodos. Caso continuasse o empate, seria feita uma disputa por pênaltis, para definir o campeão. Os três primeiros colocados disputarão a Copa do Brasil de 2016.

## Participantes
| Equipe              | Cidade               | Em 2014      | Estádio              | Capacidade | Títulos (Último) |
| ------------------- | -------------------- | ------------ | -------------------- | ---------- | ---------------- |
| Aimoré              | São Leopoldo         | 11º          | Cristo Rei           | 10 000     | 0 (não possui)   |
| Avenida             | Santa Cruz do Sul    | 2° (Série B) | Eucaliptos           | 3 000      | 0 (não possui)   |
| Brasil de Pelotas   | Pelotas              | 3°           | Bento Freitas        | 18 000     | 1 (1919)         |
| Caxias              | Caxias do Sul        | 4º           | Centenário           | 22 132     | 1 (2000)         |
| Cruzeiro            | Cachoeirinha         | 8º           | Arena Cruzeiro       | 16 000     | 1 (1929)         |
| Grêmio              | Porto Alegre         | 2º           | Arena do Grêmio      | 55 662     | 36 (2010)        |
| Internacional       | Porto Alegre         | 1            | Beira-Rio            | 50 128     | 43 (2014)        |
| Juventude           | Caxias do Sul        | 7º           | Alfredo Jaconi       | 19 924     | 1 (1998)         |
| Lajeadense          | Lajeado              | 12º          | Alviazul             | 5 000      | 0 (não possui)   |
| Novo Hamburgo       | Novo Hamburgo        | 6º           | Estádio do Vale      | 5 000      | 0 (não possui)   |
| Passo Fundo         | Passo Fundo          | 13º          | Vermelhão da Serra   | 15 000     | 0 (não possui)   |
| São José            | Porto Alegre         | 10º          | Passo d'Areia        | 9 000      | 0 (não possui)   |
| São Paulo           | Rio Grande           | 9º           | Aldo Dapuzzo         | 8 000      | 1 (1933)         |
| União Frederiquense | Frederico Westphalen | 3º (Série B) | Vermelhão da Colina  | 4 000      | 0 (não possui)   |
| Veranópolis         | Veranópolis          | 5º           | Antônio David Farina | 5 000      | 0 (não possui)   |
| Ypiranga            | Erechim              | 1º (Série B) | Colosso da Lagoa     | 30 000     | 0 (não possui)   |

## Estádios
| Porto Alegre       | Porto Alegre | Porto Alegre | Caxias do Sul | Caxias do Sul        |
| ------------------ | --- | --- | --- | -------------------- |
| Arena do Grêmio    | Beira-Rio | Passo D'Areia | Centenário | Alfredo Jaconi       |
| Capacidade: 55 538 | Capacidade: 50 128 | Capacidade: 16 000 | Capacidade: 22 132 | Capacidade: 23 771   |
|                    | | | |                      |
| Pelotas[bra_pel]   | Porto Alegre Porto Alegre Grêmio Internacional São José Caxias do Sul Caxias Juventude Caxias do Sul Aimoré Avenida Brasil de Pelotas Cruzeiro-RS Lajeadense Novo Hamburgo Passo Fundo São Paulo União Frederiquense Veranópolis Ypiranga | Porto Alegre Porto Alegre Grêmio Internacional São José Caxias do Sul Caxias Juventude Caxias do Sul Aimoré Avenida Brasil de Pelotas Cruzeiro-RS Lajeadense Novo Hamburgo Passo Fundo São Paulo União Frederiquense Veranópolis Ypiranga | Porto Alegre Porto Alegre Grêmio Internacional São José Caxias do Sul Caxias Juventude Caxias do Sul Aimoré Avenida Brasil de Pelotas Cruzeiro-RS Lajeadense Novo Hamburgo Passo Fundo São Paulo União Frederiquense Veranópolis Ypiranga | Erechim              |
| Bento Freitas      | Porto Alegre Porto Alegre Grêmio Internacional São José Caxias do Sul Caxias Juventude Caxias do Sul Aimoré Avenida Brasil de Pelotas Cruzeiro-RS Lajeadense Novo Hamburgo Passo Fundo São Paulo União Frederiquense Veranópolis Ypiranga | Porto Alegre Porto Alegre Grêmio Internacional São José Caxias do Sul Caxias Juventude Caxias do Sul Aimoré Avenida Brasil de Pelotas Cruzeiro-RS Lajeadense Novo Hamburgo Passo Fundo São Paulo União Frederiquense Veranópolis Ypiranga | Porto Alegre Porto Alegre Grêmio Internacional São José Caxias do Sul Caxias Juventude Caxias do Sul Aimoré Avenida Brasil de Pelotas Cruzeiro-RS Lajeadense Novo Hamburgo Passo Fundo São Paulo União Frederiquense Veranópolis Ypiranga | Colosso da Lagoa     |
| Capacidade: 14 000 | Porto Alegre Porto Alegre Grêmio Internacional São José Caxias do Sul Caxias Juventude Caxias do Sul Aimoré Avenida Brasil de Pelotas Cruzeiro-RS Lajeadense Novo Hamburgo Passo Fundo São Paulo União Frederiquense Veranópolis Ypiranga | Porto Alegre Porto Alegre Grêmio Internacional São José Caxias do Sul Caxias Juventude Caxias do Sul Aimoré Avenida Brasil de Pelotas Cruzeiro-RS Lajeadense Novo Hamburgo Passo Fundo São Paulo União Frederiquense Veranópolis Ypiranga | Porto Alegre Porto Alegre Grêmio Internacional São José Caxias do Sul Caxias Juventude Caxias do Sul Aimoré Avenida Brasil de Pelotas Cruzeiro-RS Lajeadense Novo Hamburgo Passo Fundo São Paulo União Frederiquense Veranópolis Ypiranga | Capacidade: 30 000   |
|                    | Porto Alegre Porto Alegre Grêmio Internacional São José Caxias do Sul Caxias Juventude Caxias do Sul Aimoré Avenida Brasil de Pelotas Cruzeiro-RS Lajeadense Novo Hamburgo Passo Fundo São Paulo União Frederiquense Veranópolis Ypiranga | Porto Alegre Porto Alegre Grêmio Internacional São José Caxias do Sul Caxias Juventude Caxias do Sul Aimoré Avenida Brasil de Pelotas Cruzeiro-RS Lajeadense Novo Hamburgo Passo Fundo São Paulo União Frederiquense Veranópolis Ypiranga | Porto Alegre Porto Alegre Grêmio Internacional São José Caxias do Sul Caxias Juventude Caxias do Sul Aimoré Avenida Brasil de Pelotas Cruzeiro-RS Lajeadense Novo Hamburgo Passo Fundo São Paulo União Frederiquense Veranópolis Ypiranga |                      |
| Novo Hamburgo      | Porto Alegre Porto Alegre Grêmio Internacional São José Caxias do Sul Caxias Juventude Caxias do Sul Aimoré Avenida Brasil de Pelotas Cruzeiro-RS Lajeadense Novo Hamburgo Passo Fundo São Paulo União Frederiquense Veranópolis Ypiranga | Porto Alegre Porto Alegre Grêmio Internacional São José Caxias do Sul Caxias Juventude Caxias do Sul Aimoré Avenida Brasil de Pelotas Cruzeiro-RS Lajeadense Novo Hamburgo Passo Fundo São Paulo União Frederiquense Veranópolis Ypiranga | Porto Alegre Porto Alegre Grêmio Internacional São José Caxias do Sul Caxias Juventude Caxias do Sul Aimoré Avenida Brasil de Pelotas Cruzeiro-RS Lajeadense Novo Hamburgo Passo Fundo São Paulo União Frederiquense Veranópolis Ypiranga | Rio Grande           |
| Vale               | Porto Alegre Porto Alegre Grêmio Internacional São José Caxias do Sul Caxias Juventude Caxias do Sul Aimoré Avenida Brasil de Pelotas Cruzeiro-RS Lajeadense Novo Hamburgo Passo Fundo São Paulo União Frederiquense Veranópolis Ypiranga | Porto Alegre Porto Alegre Grêmio Internacional São José Caxias do Sul Caxias Juventude Caxias do Sul Aimoré Avenida Brasil de Pelotas Cruzeiro-RS Lajeadense Novo Hamburgo Passo Fundo São Paulo União Frederiquense Veranópolis Ypiranga | Porto Alegre Porto Alegre Grêmio Internacional São José Caxias do Sul Caxias Juventude Caxias do Sul Aimoré Avenida Brasil de Pelotas Cruzeiro-RS Lajeadense Novo Hamburgo Passo Fundo São Paulo União Frederiquense Veranópolis Ypiranga | Aldo Dapuzzo         |
| Capacidade: 15 178 | Porto Alegre Porto Alegre Grêmio Internacional São José Caxias do Sul Caxias Juventude Caxias do Sul Aimoré Avenida Brasil de Pelotas Cruzeiro-RS Lajeadense Novo Hamburgo Passo Fundo São Paulo União Frederiquense Veranópolis Ypiranga | Porto Alegre Porto Alegre Grêmio Internacional São José Caxias do Sul Caxias Juventude Caxias do Sul Aimoré Avenida Brasil de Pelotas Cruzeiro-RS Lajeadense Novo Hamburgo Passo Fundo São Paulo União Frederiquense Veranópolis Ypiranga | Porto Alegre Porto Alegre Grêmio Internacional São José Caxias do Sul Caxias Juventude Caxias do Sul Aimoré Avenida Brasil de Pelotas Cruzeiro-RS Lajeadense Novo Hamburgo Passo Fundo São Paulo União Frederiquense Veranópolis Ypiranga | Capacidade: 8 000    |
|                    | Porto Alegre Porto Alegre Grêmio Internacional São José Caxias do Sul Caxias Juventude Caxias do Sul Aimoré Avenida Brasil de Pelotas Cruzeiro-RS Lajeadense Novo Hamburgo Passo Fundo São Paulo União Frederiquense Veranópolis Ypiranga | Porto Alegre Porto Alegre Grêmio Internacional São José Caxias do Sul Caxias Juventude Caxias do Sul Aimoré Avenida Brasil de Pelotas Cruzeiro-RS Lajeadense Novo Hamburgo Passo Fundo São Paulo União Frederiquense Veranópolis Ypiranga | Porto Alegre Porto Alegre Grêmio Internacional São José Caxias do Sul Caxias Juventude Caxias do Sul Aimoré Avenida Brasil de Pelotas Cruzeiro-RS Lajeadense Novo Hamburgo Passo Fundo São Paulo União Frederiquense Veranópolis Ypiranga |                      |
| Lajeado            | Porto Alegre Porto Alegre Grêmio Internacional São José Caxias do Sul Caxias Juventude Caxias do Sul Aimoré Avenida Brasil de Pelotas Cruzeiro-RS Lajeadense Novo Hamburgo Passo Fundo São Paulo União Frederiquense Veranópolis Ypiranga | Porto Alegre Porto Alegre Grêmio Internacional São José Caxias do Sul Caxias Juventude Caxias do Sul Aimoré Avenida Brasil de Pelotas Cruzeiro-RS Lajeadense Novo Hamburgo Passo Fundo São Paulo União Frederiquense Veranópolis Ypiranga | Porto Alegre Porto Alegre Grêmio Internacional São José Caxias do Sul Caxias Juventude Caxias do Sul Aimoré Avenida Brasil de Pelotas Cruzeiro-RS Lajeadense Novo Hamburgo Passo Fundo São Paulo União Frederiquense Veranópolis Ypiranga | Veranópolis          |
| Alviazul           | Porto Alegre Porto Alegre Grêmio Internacional São José Caxias do Sul Caxias Juventude Caxias do Sul Aimoré Avenida Brasil de Pelotas Cruzeiro-RS Lajeadense Novo Hamburgo Passo Fundo São Paulo União Frederiquense Veranópolis Ypiranga | Porto Alegre Porto Alegre Grêmio Internacional São José Caxias do Sul Caxias Juventude Caxias do Sul Aimoré Avenida Brasil de Pelotas Cruzeiro-RS Lajeadense Novo Hamburgo Passo Fundo São Paulo União Frederiquense Veranópolis Ypiranga | Porto Alegre Porto Alegre Grêmio Internacional São José Caxias do Sul Caxias Juventude Caxias do Sul Aimoré Avenida Brasil de Pelotas Cruzeiro-RS Lajeadense Novo Hamburgo Passo Fundo São Paulo União Frederiquense Veranópolis Ypiranga | Antônio David Farina |
| Capacidade: 5 000  | Porto Alegre Porto Alegre Grêmio Internacional São José Caxias do Sul Caxias Juventude Caxias do Sul Aimoré Avenida Brasil de Pelotas Cruzeiro-RS Lajeadense Novo Hamburgo Passo Fundo São Paulo União Frederiquense Veranópolis Ypiranga | Porto Alegre Porto Alegre Grêmio Internacional São José Caxias do Sul Caxias Juventude Caxias do Sul Aimoré Avenida Brasil de Pelotas Cruzeiro-RS Lajeadense Novo Hamburgo Passo Fundo São Paulo União Frederiquense Veranópolis Ypiranga | Porto Alegre Porto Alegre Grêmio Internacional São José Caxias do Sul Caxias Juventude Caxias do Sul Aimoré Avenida Brasil de Pelotas Cruzeiro-RS Lajeadense Novo Hamburgo Passo Fundo São Paulo União Frederiquense Veranópolis Ypiranga | Capacidade: 4 000    |
|                    | Porto Alegre Porto Alegre Grêmio Internacional São José Caxias do Sul Caxias Juventude Caxias do Sul Aimoré Avenida Brasil de Pelotas Cruzeiro-RS Lajeadense Novo Hamburgo Passo Fundo São Paulo União Frederiquense Veranópolis Ypiranga | Porto Alegre Porto Alegre Grêmio Internacional São José Caxias do Sul Caxias Juventude Caxias do Sul Aimoré Avenida Brasil de Pelotas Cruzeiro-RS Lajeadense Novo Hamburgo Passo Fundo São Paulo União Frederiquense Veranópolis Ypiranga | Porto Alegre Porto Alegre Grêmio Internacional São José Caxias do Sul Caxias Juventude Caxias do Sul Aimoré Avenida Brasil de Pelotas Cruzeiro-RS Lajeadense Novo Hamburgo Passo Fundo São Paulo União Frederiquense Veranópolis Ypiranga |                      |
| Passo Fundo        | São Leopoldo | Gravataí[cru] | Frederico Westphalen | Santa Cruz do Sul    |
| Vermelhão da Serra | Cristo Rei | Vieirão | Vermelhão da Colina | Eucaliptos           |
| Capacidade: 20 000 | Capacidade: 10 000 | Capacidade: 8 000 | Capacidade: 4 000 | Capacidade: 3 000    |
|                    | | | |                      |

Notas
[bra_pel] ^ : O Brasil de Pelotas teve seu estádio (Bento Freitas) interditado, por conta de um desabamento em jogo contra o Flamengo, válido pela Copa do Brasil de Futebol de 2015. Com isso, jogou as partidas restantes no estádio do rival Pelotas (Estádio Boca do Lobo) e na cidade vizinha, no estádio Aldo Dapuzzo.
[cru] ^ : O Cruzeiro-RS mandou suas partidas no Estádio Vieirão, pois seu estádio novo (Arena Cruzeiro) está ainda em construção.

## Primeira fase
|  | v d e |

## Confrontos
Em negrito estão os jogos clássicos.
|  | v d e |

|  |                     |  |        |  |                      |   |                               |
|  | Vitória do Mandante |  | Empate |  | Vitória do Visitante | F | Jogos disputados fora de casa |

## Fase final
|  | Quartas-de-final    | Quartas-de-final  |   |               | Semifinais       | Semifinais       | Semifinais       | Semifinais       |  |               | Final                   | Final                   | Final                   | Final                   |  |  |
|  |                     |                   |   |               | 11 a 19 de abril | 11 a 19 de abril | 11 a 19 de abril | 11 a 19 de abril |  |               | 26 de abril e 3 de maio | 26 de abril e 3 de maio | 26 de abril e 3 de maio | 26 de abril e 3 de maio |  |  |
|  |                     |                   |   |               |                  |                  |                  |                  |  |               |                         |                         |                         |                         |  |  |
|  | Internacional       | 2 (3)             |   |               |                  |                  |                  |                  |  |               |                         |                         |                         |                         |  |  |
|  | Cruzeiro-RS         | 2 (1)             |   |               |                  |                  |                  |                  |  |               |                         |                         |                         |                         |  |  |
|  | Cruzeiro-RS         | 2 (1)             |   | Internacional | 1                | 3                | 4                |                  |  |               |                         |                         |                         |                         |  |  |
|  |                     |                   |   | Internacional | 1                | 3                | 4                |                  |  |               |                         |                         |                         |                         |  |  |
|  |                     | Brasil de Pelotas | 1 | 1             | 2                |                  |                  |                  |  |               |                         |                         |                         |                         |  |  |
|  | Brasil de Pelotas   | Brasil de Pelotas | 1 | 1             | 2                | 2                |                  |                  |  |               |                         |                         |                         |                         |  |  |
|  | Brasil de Pelotas   |                   |   |               |                  | 2                |                  |                  |  |               |                         |                         |                         |                         |  |  |
|  | Lajeadense          | 1                 |   |               |                  |                  |                  |                  |  |               |                         |                         |                         |                         |  |  |
|  | Lajeadense          | 1                 |   |               |                  |                  |                  |                  |  | Internacional | 0                       | 2                       | 2                       |                         |  |  |
|  |                     |                   |   |               |                  |                  |                  |                  |  | Internacional | 0                       | 2                       | 2                       |                         |  |  |
|  |                     | Grêmio            | 0 | 1             | 1                |                  |                  |                  |  |               |                         |                         |                         |                         |  |  |
|  | Grêmio              | Grêmio            | 0 | 1             | 1                | 1 (6)            |                  |                  |  |               |                         |                         |                         |                         |  |  |
|  | Grêmio              |                   |   |               |                  | 1 (6)            |                  |                  |  |               |                         |                         |                         |                         |  |  |
|  | Novo Hamburgo       | 1 (5)             |   |               |                  |                  |                  |                  |  |               |                         |                         |                         |                         |  |  |
|  | Novo Hamburgo       | 1 (5)             |   | Grêmio        | 1                | 2                | 3                |                  |  |               |                         |                         |                         |                         |  |  |
|  |                     |                   |   | Grêmio        | 1                | 2                | 3                |                  |  |               |                         |                         |                         |                         |  |  |
|  |                     | Juventude         | 0 | 1             | 1                |                  |                  |                  |  |               |                         |                         |                         |                         |  |  |
|  | Ypiranga de Erechim | Juventude         | 0 | 1             | 1                | 0                |                  |                  |  |               |                         |                         |                         |                         |  |  |
|  | Ypiranga de Erechim |                   |   |               |                  | 0                |                  |                  |  |               |                         |                         |                         |                         |  |  |
|  | Juventude           | 2                 |   |               |                  |                  |                  |                  |  |               |                         |                         |                         |                         |  |  |

## Premiação
| Campeonato Gaúcho de 2015           |
| Porto Alegre                        |
| ----------------------------------- |
| Internacional Campeão (44.º título) |

| Campeonato do Interior Gaúcho de 2015   |
| Pelotas                                 |
| --------------------------------------- |
| Brasil de Pelotas Campeão (10.º título) |

## Classificação geral
1. |  | v d e |

## Estatísticas

### Dados disciplinares
| Clube               | Jogos | Penalizado com cartão amarelo | Expulso |
| ------------------- | ----- | ----------------------------- | ------- |
| União Frederiquense | 15    | 39                            | 2       |
| Brasil de Pelotas   | 18    | 45                            | 2       |
| Caxias              | 15    | 40                            | 2       |
| São José-RS         | 15    | 42                            | 2       |
| São Paulo-RS        | 15    | 44                            | 2       |
| Aimoré              | 15    | 51                            | 2       |
| Grêmio              | 18    | 40                            | 3       |
| Lajeadense          | 16    | 45                            | 3       |
| Cruzeiro-RS         | 16    | 51                            | 3       |
| Veranópolis         | 15    | 44                            | 4       |
| Internacional       | 18    | 45                            | 4       |
| Passo Fundo         | 15    | 46                            | 4       |
| Ypiranga de Erechim | 16    | 39                            | 5       |
| Novo Hamburgo       | 16    | 42                            | 5       |
| Avenida             | 15    | 56                            | 5       |
| Juventude           | 18    | 50                            | 6       |
| Total               |       | 719                           | 53      |

### Rodadas na liderança
Em negrito, os clubes que mais permaneceram na liderança.
| Rodadas na liderança | Rodadas na liderança | Rodadas na liderança | Rodadas na liderança | Rodadas na liderança | Rodadas na liderança | Rodadas na liderança | Rodadas na liderança | Rodadas na liderança | Rodadas na liderança | Rodadas na liderança | Rodadas na liderança | Rodadas na liderança | Rodadas na liderança | Rodadas na liderança | Rodadas na liderança |
| -------------------- | -------------------- | -------------------- | -------------------- | -------------------- | -------------------- | -------------------- | -------------------- | -------------------- | -------------------- | -------------------- | -------------------- | -------------------- | -------------------- | -------------------- | -------------------- |
| 1                    | 2                    | 3                    | 4                    | 5                    | 6                    | 7                    | 8                    | 9                    | 10                   | 11                   | 12                   | 13                   | 14                   | 15                   |                      |
| GRE                  | SJO                  | BRA                  | BRA                  | BRA                  | SJO                  | SJO                  | BRA                  | BRA                  | CRU                  | GRE                  | GRE                  | GRE                  | GRE                  | INT                  |                      |

Notas
- O Cruzeiro-RS, na décima rodada e o Grêmio da décima primeira até a décima quarta rodada permaneceram na primeira colocação, pois o Internacional tinha um jogo atrasado.

### Rodadas na última posição
Em negrito, os clubes que mais permaneceram na última posição.
| Rodadas na última posição | Rodadas na última posição | Rodadas na última posição | Rodadas na última posição | Rodadas na última posição | Rodadas na última posição | Rodadas na última posição | Rodadas na última posição | Rodadas na última posição | Rodadas na última posição | Rodadas na última posição | Rodadas na última posição | Rodadas na última posição | Rodadas na última posição | Rodadas na última posição | Rodadas na última posição |
| ------------------------- | ------------------------- | ------------------------- | ------------------------- | ------------------------- | ------------------------- | ------------------------- | ------------------------- | ------------------------- | ------------------------- | ------------------------- | ------------------------- | ------------------------- | ------------------------- | ------------------------- | ------------------------- |
| 1                         | 2                         | 3                         | 4                         | 5                         | 6                         | 7                         | 8                         | 9                         | 10                        | 11                        | 12                        | 13                        | 14                        | 15                        |                           |
| UFR                       | AVE                       | AVE                       | VER                       | UFR                       | UFR                       | UFR                       | UFR                       | UFR                       | UFR                       | UFR                       | UFR                       | AVE                       | AVE                       | AVE                       |                           |

### Maiores públicos
| Pos. | Público | Mandante      | Res. | Visitante         | Data        | Estádio           | Rodada | Ref. |
| ---- | ------- | ------------- | ---- | ----------------- | ----------- | ----------------- | ------ | ---- |
| 1    | 43 681  | Grêmio        | 0-0  | Internacional     | 26 de abril | Arena do Grêmio   | FI-I   | 1    |
| 2    | 37 227  | Internacional | 2-1  | Grêmio            | 3 de maio   | Estádio Beira-Rio | FI-V   | 2    |
| 3    | 30 599  | Grêmio        | 3-1  | Juventude         | 18 de abril | Arena do Grêmio   | SF-V   | 3    |
| 4    | 29 698  | Internacional | 0-0  | Grêmio            | 1 de março  | Estádio Beira-Rio | 8ª     | 4    |
| 5    | 23 530  | Internacional | 3-1  | Brasil de Pelotas | 19 de abril | Estádio Beira-Rio | SF-V   | 5    |

### Média de público
Considerado apenas o público mandante.
| - Aimoré: 808 - Avenida: 854 - Brasil de Pelotas: 7 713 - Caxias: 1 480 - Cruzeiro-RS: 813 - Grêmio: 18 672 - Internacional: 15 857 - Juventude: 2 987 | - Lajeadense: 1 038 - Novo Hamburgo: 904 - Passo Fundo: 2 632 - São José-RS: 154 - São Paulo-RS: 2 146 - União Frederiquense: 1 257 - Veranópolis: 649 - Ypiranga de Erechim: 3 013 |

## Artilharia
| Gols | Jogador     | Time              |
| ---- | ----------- | ----------------- |
| 11   | Michel      | Passo Fundo       |
| 6    | Nena        | Brasil de Pelotas |
| 6    | Paulo Baier | Ypiranga          |
| 6    | Ramon       | Lajeadense        |
| 6    | Valdívia    | Internacional     |
| 5    | Alex        | Internacional     |
| 5    | Giuliano    | Grêmio            |
| 5    | Leandrão    | Novo Hamburgo     |
| 5    | Wallacer    | Juventude         |
| 5    | Wesley      | Cruzeiro          |

## Seleção do campeonato

### Rádio Gaúcha
Fonte:
| Posição              | Jogador                       | Clube                         | Média de nota |
| -------------------- | ----------------------------- | ----------------------------- | ------------- |
| Goleiro              | Bruno Grassi                  | Cruzeiro                      | 7,01          |
| Lateral-direito      | William                       | Internacional                 | 7,46          |
| Zagueiro             | Pereira                       | Juventude                     | 7,02          |
| Zagueiro             | Fernando Cardozo              | Brasil de Pelotas             | 6,83          |
| Lateral-esquerdo     | Marcelo Oliveira              | Grêmio                        | 7,28          |
| Volante              | Rodrigo Dourado               | Internacional                 | 7,20          |
| Volante              | Maicon                        | Grêmio                        | 6,97          |
| Meia                 | Paulo Baier                   | Ypiranga                      | 7,32          |
| Meia                 | Giuliano                      | Grêmio                        | 7,27          |
| Atacante             | Eduardo Sasha                 | Internacional                 | 7,47          |
| Atacante             | Valdívia                      | Internacional                 | 7,05          |
| Técnico              | Rogério Zimmermann            | Brasil de Pelotas             | 6,95          |
| Craque do Campeonato | Eduardo Sasha                 | Internacional                 | 7,47          |
| Árbitro              | Jean Pierre Gonçalves de Lima | Jean Pierre Gonçalves de Lima | 7,38          |

### FGF e RBS TV
Fonte:
| Posição          | Jogador             | Clube             |
| ---------------- | ------------------- | ----------------- |
| Goleiro          | Bruno Grassi        | Cruzeiro          |
| Lateral-direito  | Helder              | Juventude         |
| Zagueiro         | Pereira             | Juventude         |
| Zagueiro         | Rhodolfo            | Grêmio            |
| Lateral-esquerdo | Rafael Forster      | Brasil de Pelotas |
| Volante          | Rodrigo Dourado     | Internacional     |
| Volante          | Maicon              | Grêmio            |
| Meia             | Paulo Baier         | Ypiranga          |
| Meia             | D'Alessandro        | Internacional     |
| Atacante         | Michel              | Passo Fundo       |
| Atacante         | Valdívia            | Internacional     |
| Técnico          | Luís Antônio Zaluar | Cruzeiro          |

- Revelação: Rodrigo Dourado (Internacional)
- Artilheiro: Michel (Passo Fundo)
- Craque do Campeonato: Valdívia (Internacional)
- Dirigente: Carlos Pellegrini (Internacional)
- Árbitro: Anderson Daronco
- Assistente: Marcelo Barizon

### Indicações por equipe
| Equipe              | Indicações   | Indicações   | Total |
| Equipe              | Rádio Gaúcha | FGF e RBS TV | Total |
| ------------------- | ------------ | ------------ | ----- |
| Internacional       | 5            | 3            | 8     |
| Grêmio              | 3            | 2            | 5     |
| Brasil de Pelotas   | 2            | 1            | 3     |
| Cruzeiro-RS         | 1            | 2            | 3     |
| Juventude           | 1            | 2            | 3     |
| Ypiranga de Erechim | 1            | 1            | 2     |
| Passo Fundo         | 0            | 1            | 1     |

## Mudanças de técnicos
| Clube               | Técnico demitido | Motivo          | Data            | Última partida           | Rod | Pos | Sucessor            | Ref. |
| ------------------- | ---------------- | --------------- | --------------- | ------------------------ | --- | --- | ------------------- | ---- |
| São Paulo-RS        | Toquinho         | Resignado       | 15 de fevereiro | S. Paulo 0-1 Aimoré      | 5ª  | 14º | Ben Hur Pereira     |      |
| União Frederiquense | Rodrigo Bandeira | Maus resultados | 16 de fevereiro | Ypiranga 5-0 União       | 5ª  | 16º | Beto Almeida        |      |
| Avenida             | Tonho Gil        | Maus resultados | 24 de fevereiro | Ypiranga 3-0 Avenida     | 7ª  | 15º | Alfinete            |      |
| Caxias              | Paulo Turra      | Maus resultados | 12 de março     | Caxias 0-1 Lajeadense    | 10ª | 14º | Hélio dos Anjos     |      |
| Avenida             | Alfinete         | Maus resultados | 12 de março     | Veranópolis 2-1 Avenida  | 10ª | 15º | Titi                |      |
| São Paulo-RS        | Ben Hur Pereira  | Maus resultados | 23 de março     | São Paulo 1-1 Ypiranga   | 12ª | 13º | Hélio Vieira        |      |
| Caxias              | Hélio dos Anjos  | Rebaixamento    | 12 de abril     | Novo Hamburgo 2-1 Caxias | 15ª | 14º | Luiz Antonio Zaluar |      |

## Referência Geral
1. ↑  atualizado até a 12ª rodada